# Scorpiops wongpromi
Espèce
Synonymes
- Alloscorpiops wongpromi Kovařík, Soleglad & Košulič, 2013

Scorpiops wongpromi est une espèce de scorpions de la famille des Scorpiopidae.

## Distribution
Cette espèce se rencontre en Thaïlande dans la province d'Ubon Ratchathani et au Laos dans la province de Champassak.

## Description
Le mâle holotype mesure 55 mm et la femelle paratype 65,5 mm.
Le mâle décrit par Kovařík, Soleglad, Lowe, Plíškova et Šťáhlavský en 2015 mesure 63,80 mm.

## Systématique et taxinomie
Cette espèce a été décrite sous le protonyme Alloscorpiops wongpromi par Kovařík, Soleglad et Košulič en 2013. Elle est placée dans le genre Scorpiops par Kovařík, Lowe, Stockmann et Šťáhlavský en 2020.

## Étymologie
Cette espèce est nommée en l'honneur de Prasithdi Wongprom.

## Publication originale
- Kovařík, Soleglad & Košulič, 2013 : « Alloscorpiops wongpromi sp. n. from Thailand and Laos (Scorpiones: Euscorpiidae: Scorpiopinae). » Euscorpius, no 160, p. 1-12 (texte intégral).